# Arthur Joseph Poline
Arthur Joseph Poline (né le 16 août 1852 et mort le 26 août 1934) est un général de division français, actif durant la Première Guerre mondiale. Limogé en août 1914 et nommé à la 9e Région (Tours).

## Biographie
Fils d'un concierge, Joseph Poline, et de Marie Burton, Arthur Poline naît le 16 août 1852, à Metz, en Moselle. Au moment de la Guerre franco-allemande de 1870, il passe son baccalauréat ès sciences. Il prépare ensuite le concours d'entrée à École spéciale militaire de Saint-Cyr, où il est admis à la rentrée 1872, après avoir opté pour la nationalité française. Il sort major de sa promotion en 1873.
Poline commence sa carrière comme sous-lieutenant d’infanterie. Promu lieutenant au 11e régiment d’infanterie, il obtient le brevet d’État-major de l’École supérieur de guerre, avant d’être nommé capitaine dans un régiment de tirailleurs algériens. Il est ensuite affecté au 104e régiment d’infanterie à Paris. Promu général de brigade, il est nommé directeur de l’infanterie au ministère de la guerre en 1906. En 1911, le général Poline prend le commandement de la 11e division à Nancy. Le 10 juillet 1913, le général de division Poline est promu commandeur de la Légion d’honneur, avant de prendre le commandement du XVIIe corps d’armée à Toulouse.
En août 1914, il participe aux premiers combats sur la Semoy et dans la forêt de Luchy.
Il est relevé de son commandement le 21 août 1914 à la suite des limogeages ordonnés par Joffre avant d’être muté à la tête de la 9e région militaire à Tours.
Arthur Joseph Poline décéda le 26 août 1934.

### Grades
- 28/08/1906: général de brigade
- 20/06/1911: général de division

### Distinctions
- Légion d’honneur: Chevalier (30/12/1890), Officier (12/07/1905), Commandeur (10/07/1913)[3]

### État des services
- 25/04/1906: directeur de l’Infanterie au Ministère de la Guerre
- 07/03/1907: en disponibilité
- 12/03/1907 - 12/06/1911: commandant de la 12e Brigade d’Infanterie et des subdivisions de région de Caen, du Havre, de Falaise et de Lisieux
- 13/01/1911 - 12/06/1911: membre du Comité technique d’État-Major.
- 12/06/1911: commandant de la 11e Division d’Infanterie et de la subdivision de région de Nancy
- 01/11/1913: commandant du 17e Corps d’Armée
- 21/08/1914: en disponibilité.
- 09/09/1914 - 01/12/1917: commandant de la 9e Région (Tours)
- 24/10/1914: placé dans la section de réserve

### Sources
- François Belin : Journal de guerre d’Arthur Poline (1870-1871), Chroniques du Graoully no 7, Société d’histoire de Woippy. 1997.
- Côtes S.H.A.T.: 9 Yd 522

## Archives
- Inventaire du fonds d'archives de Arthur Joseph Poline conservé à La contemporaine.